# 蜜饯
蜜饯（英語：candied fruit），也称果脯，閩南語稱之為鹹酸甜（kiâm-sng-tiⁿ），是以桃、杏、梨、棗、冬瓜、生薑或果仁等为原料，用糖或蜂蜜醃漬后而加工製成的食品。传说果脯是明朝时期的御膳房廚師发明的。

## 文化
「蜜餞」一詞的由來有多種詮釋，最普遍的說法是相傳在古代丈夫因工作或進京趕考出遠門，妻子就會用糖醃煮的方式製做出愛的醃漬零嘴讓他帶著，用意除了醃漬食品可以保存較久不易腐壞之外，最重要的是讓丈夫帶著最熟悉的家味遊走四方，視為一種甜蜜的餞別，故而得名。
隨著時代變遷，蜜餞除了作為小吃或零食直接食用外，也可以用來放於蛋糕、饼干、菜餚等中西式創意料理上作为点缀。

## 種類
- 糖渍蜜饯类：原料经糖渍蜜制后，成品浸渍在一定浓度的糖液中，略有透明感，如：蜜金桔、糖桂花、化皮榄等。
- 返砂类：原料经糖渍糖煮后，成品表面乾燥，附有白色糖霜，如：糖冬瓜、金丝蜜枣、金桔饼等。
- 果脯类：原料以糖渍糖制后，经过乾燥，成品表面不粘不燥，有透明感，无糖霜析出，如：杏脯、糖菠萝（片、块、芯）、糖薑、糖木瓜（条、粒）、芒果乾、芭樂乾 （页面存档备份，存于）、草莓乾等。
- 涼果類：原料在糖漬或糖煮過程中，添加甜味劑、香料等，成品表面呈乾態，具有濃郁香味，如：丁香李雪花應子、八珍梅、梅味金桔等。
- 甘草製品：原料採用果脯，配以糖、甘草和其他食品添加劑浸漬處理後，進行乾燥，成品有甜、酸、鹹等風味，如話梅、甘草欖、九制陳皮、話李、甘草杏等。
- 果糕：原料加工成酱状，经浓缩干燥，成品呈片、条、块等形状，如：山楂糕、开胃金桔、果丹皮等。